# Brandon Marsh
Brandon Marsh (* 2. Dezember 1974) ist ein ehemaliger US-amerikanischer Triathlet.

## Werdegang
Brandon Marsh startete 1988 bei seinem ersten Triathlon und 2007 erstmals auf der Ironman-Distanz. Im Juli 2007 belegte er den 25. Rang bei der ITU-Weltmeisterschaft auf der Langdistanz
Seit 2014 tritt Brandon Marsh nicht mehr international in Erscheinung. Er ist verheiratet mit der ehemaligen Triathletin Amy Marsh (* 1977).

## Sportliche Erfolge
| Datum/Jahr    | Rang | Wettbewerb                                  | Austragungsort   | Zeit     | Bemerkung                      |
| ------------- | ---- | ------------------------------------------- | ---------------- | -------- | ------------------------------ |
| 29. Juni 2014 | 6    | Ironman 70.3 Buffalo Springs Lake           | Lubbock          | 04:09:16 |                                |
| 6. Apr. 2014  | 2    | Ironman 70.3 Texas                          | Galveston Island |          |                                |
| 30. März 2013 | 5    | Ironman 70.3 California                     | Oceanside        | 03:52:32 |                                |
| 1. Apr. 2012  | 14   | Ironman 70.3 Texas                          | Galveston Island |          | US Triathlon Pro Championships |
| 12. Sep. 1992 | 61   | ITU Triathlon World Championship Junior Men | Huntsville       | 02:10:48 |                                |

| Datum/Jahr    | Rang | Wettbewerb                                      | Austragungsort | Zeit     | Bemerkung                                                                                |
| ------------- | ---- | ----------------------------------------------- | -------------- | -------- | ---------------------------------------------------------------------------------------- |
| 7. Sep. 2014  | 2    | Ironman Wisconsin                               | Madison        | 08:32:23 |                                                                                          |
| 17. Mai 2014  | 8    | Ironman Texas                                   | The Woodlands  | 08:31:38 |                                                                                          |
| 12. Okt. 2013 | 25   | Ironman Hawaii                                  | Hawaii         | 08:45:11 |                                                                                          |
| 18. Aug. 2013 | 2    | Ironman Mont-Tremblant                          | Québec         | 08:31:01 |                                                                                          |
| 25. Nov. 2012 | 6    | Ironman Mexico                                  | Cozumel        | 08:30:17 |                                                                                          |
| 19. Mai 2012  | 5    | Ironman Texas                                   | The Woodlands  |          |                                                                                          |
| 27. Nov. 2011 | 7    | Ironman Mexico                                  | Cozumel        |          |                                                                                          |
| 15. Juli 2007 | 25   | ITU Long Distance Triathlon World Championships | Lorient        | 03:49:07 | Weltmeisterschaft auf der Langdistanz (3 km Schwimmen, 80 km Radfahren und 20 km Laufen) |
| 2001          | 7    | Ironman Florida                                 | Panama City    | 10:29    |                                                                                          |

(DNF – Did Not Finish)